# 宮城県気仙沼土木事務所

桃色部分が気仙沼・本吉圏である。

宮城県気仙沼土木事務所（みやぎけんけせんぬまどぼくじむしょ、英語: Kesennuma Public Works Office）は、宮城県気仙沼市にある宮城県の支庁（地方事務所）のひとつ。気仙沼・本吉圏の1市1町を管轄している。2025年7月13日現在の所長は髙橋博幸である。

## 業務内容
- 総務班
  - 建設業の許可及び統計調査・庶務及び土木工事の入札・契約経理
- 行政班
  - 道路・河川・港湾施設等公共物の占用及び使用の許認可関係
- 用地班
  - 道路、河川及び海岸等の建設工事に伴う用地の買収・登記及び補償
- 道路管理班
  - 国・県道の維持管理、交通安全施設の整備
- 道路建設班
  - 国・県道の工事、都市計画事業、市町の国庫補助事業の指導監督
- 河川砂防第一班
  - 河川・海岸の工事及び維持管理、砂防・急傾斜地崩壊防止工事、気象観測、災害の情報収集（気仙沼市（本吉町を除く））、港湾工事
- 河川砂防第二班
  - 河川・海岸の工事及び維持管理、砂防・急傾斜地崩壊防止工事、気象観測、災害の情報収集（気仙沼市本吉町・南三陸町）、払川ダムの管理
- 建築班
  - 建築計画の確認、建築士業務の指導監督、県有施設の営繕関係
- 払川ダム管理事務所（気仙沼土木事務所隷下の出張所）
  - ※常駐職員不在。事務は河川砂防第二班が処理。

## 管理道路

### 一般国道 （指定区間外）
- 国道284号（気仙沼市内のみ）
- 国道346号（気仙沼市内のみ）
- 国道398号（本吉郡南三陸町内のみ）

### 主要地方道
- 宮城県道5号気仙沼港線
- 宮城県道18号本吉室根線
- 宮城県道26号気仙沼唐桑線
- 宮城県道34号気仙沼陸前高田線
- 宮城県道65号気仙沼本吉線

### 一般県道
- 宮城県道172号志津川登米線
- 宮城県道206号馬籠志津川線
- 宮城県道209号上八瀬気仙沼線
- 宮城県道211号上鹿折停車場線
- 宮城県道218号大島浪板線
- 宮城県道233号馬籠東和線（気仙沼市内のみ）
- 宮城県道239号馬場只越線

## 管理河川
- 青野沢川
- 只越川
- 鹿折川
- 大川水系
  - 大川
  - 神山川
  - 松川
  - 八瀬川
  - 金成沢川
  - 廿一川
- 面瀬川
- 沖ノ田川
- 津谷川水系
  - 津谷川
  - 外尾川
  - 馬籠川
  - 山田川
  - 荒田川
- 港川
- 稲淵川
- 伊里前川
- 桜川
- 新井田川
- 八幡川
- 水尻川
- 折立川水系
  - 折立川
  - 西戸川
- 水戸辺川
- 長清水川

## 管理港湾

### 地方港湾
- 気仙沼港
- 御崎港

## 管理ダム
- 払川ダム

## 沿革
- 1891年（明治24年）1月 - 土木工区主任制の施行により、県内が11の土木工区へ区分けされ、登米郡と本吉郡が第十区とされるとともに、宮城県土木行政における初の出先として内務部第二課土木係所属の工事主任が各土木工区に置かれる。[2][3]
- 1894年（明治27年） - 土木工区主任制の改正により区数が7に再編されたことで、第十区が第六区へ改組されるとともに所管が本吉郡のみとなる。[2][3][4]
- 1907年（明治40年） - 土木工区主任制の改正により区数が6に再編されたことで、第六区の所管が本吉郡と登米郡になるとともに、土木工区事務所が登米郡役所庁舎内に置かれる。[2][3][5]
- 1919年（大正8年） - 第六区が佐沼土木工区へ改称される。[6][7]
- 1926年（大正15年）6月 - 県内の各郡役所が廃止されるも、事務所は元郡役所庁舎内に置かれ続ける。[8]
- 1937年（昭和12年）3月 - 佐沼土木工区が佐沼土木事務所へ改称される。[2][3]
- 1942年（昭和17年）7月1日 - 地方官官制改正に伴う内務省告示第490号及び各種通知等により、地方事務所の設置と土木事務所所管事項の統合が定められたことで、佐沼土木事務所が廃止され、本吉郡については元本吉郡役所庁舎内に新設された本吉地方事務所土木課へ移管される。[2][3][9][10][11]
- 1945年（昭和20年）12月 - 各地方事務所土木課が廃止され、佐沼土木出張所が設置される。また、同出張所に気仙沼派出所と志津川派出所が置かれる。[2][3][12]
- 1958年（昭和33年）8月 - 佐沼土木出張所が迫土木出張所へ改称される。[12]
- 1960年（昭和35年）10月 - 迫土木出張所が迫土木事務所へ改称される。[12]
- 1966年（昭和41年）4月
  - 気仙沼港工事事務所が設置される。[12]
    - 庶務、工務の2課が置かれる。
- 1967年（昭和42年）4月 - 気仙沼港工事事務所が気仙沼港湾事務所へ改称される。[12]
- 1970年（昭和45年）4月
  - 迫土木事務所気仙沼派出所と気仙沼港湾事務所が統合され、迫土木事務所気仙沼出張所が設置される。[12]
    - 庶務、管理港湾、建設の3課が置かれる。
- 1971年（昭和46年）8月1日
  - 迫土木事務所気仙沼出張所と同志津川派出所が統合され、気仙沼土木事務所が設置される。[12]
    - 総務、用地、維持、建設の4課が置かれる。
    - 統合後も志津川派出所は維持課内に置かれ続ける。
- 1974年（昭和49年）4月
  - 行政課が置かれる。[12]
  - 維持課内志津川派出所が志津川詰所へ改称される。[13][14]
- 1980年（昭和55年）4月 - 維持課内志津川詰所が志津川作業センターへ改称される。
- 1981年（昭和56年）10月 - 同年9月に新築された宮城県気仙沼合同庁舎（気仙沼市朝日町1-1）へ事務所が移転される。[15]
- 1984年（昭和59年）4月 - 新月ダム対策室が置かれる。[12]
- 1987年（昭和62年）4月 - 新月ダム対策室が新月ダム調査出張所へ改組される。[12]
- 1988年（昭和63年）3月 - 新月ダム調査出張所庁舎（気仙沼市字切通212）が新築される。[12]
- 1989年（平成元年）4月
  - 新月ダム調査出張所が新月ダム建設出張所へ改称される。[16]
  - 新月ダム建設出張所内に生活再建担当が置かれる。
- 1990年（平成2年）3月 - 新月ダム生活再建相談所庁舎（気仙沼市字柳沢37-3）が新築される。
- 1994年（平成6年）4月 - 維持課が道路管理課へ改称される。[16]
- 1996年（平成8年）4月 - 建設課が建設第一課、建設第二課へ改組される。[16]
- 1997年（平成9年）4月 - 総務課建築指導係が建築課へ改組される。[16]
- 1998年（平成10年）3月 - 新月ダム事業が休止されたことに伴い、新月ダム建設出張所が廃止される。[16]
- 1999年（平成11年）4月 - 全庁での班制施行に伴い、各課が班へ改組される。[16]
- 2001年（平成13年）3月 - 道路管理班内志津川作業センターが廃止される。
- 2002年（平成14年）4月 - 建設第一班が道路建設班へ、建設第二班が河川砂防班へ改称される。[16]
- 2003年（平成15年）4月 - 払川ダム事業の進捗に伴い、河川砂防班が河川班、砂防・ダム建設班へ改組される。[16]
- 2005年（平成17年）4月 - 建築班が建築担当へ改称される。
- 2007年（平成19年）4月 - 砂防・ダム建設班が砂防班、ダム建設班へ改組される。[16]
- 2008年（平成20年）4月 - 建築担当が建築班へ改称される。[16]
- 2011年（平成23年）3月11日 - 東日本大震災により合同庁舎が被災し事務所機能を喪失する。庁舎外にいた一部職員ら（土木事務所は5人）により、代替施設である宮城県気仙沼保健福祉事務所2階会議室に於いて宮城県災害対策本部気仙沼地方支部が組織され、支部内土木班として稼働する。[17][18]
- 2011年（平成23年）3月12日 - 宮城県気仙沼保健福祉事務所2階会議室へ事務所が移転される。[16][17][18]
- 2011年（平成23年）4月1日 - 市内民間ビル（マルタクビル、気仙沼市田中前2丁目1-7）へ事務所が移転される。[16][17][18][19]
- 2011年（平成23年）7月1日
  - 宮城県東部土木事務所登米地域事務所会議室に於いて、気仙沼、東部両土木事務所長による指揮の下、徳島県庁、北海道庁、宮城県建設センターからの応援職員らを主体とした気仙沼土木事務所登米チームが組織される。[18][20]
  - 大島架橋建設班が置かれる。[16]
- 2011年（平成23年）9月26日 - 旧鼎が浦高等学校跡地（気仙沼市赤岩杉ノ沢47-6）に建築された仮設気仙沼合同庁舎へ事務所が移転される。[16][17][21]
- 2012年（平成24年）3月 - 登米チームが廃止される。
- 2012年（平成24年）4月
  - 震災対応に伴い大規模組織改編が行われる。[16][22]
    - 経理班、三陸道用地対策班、災害復旧用地担当が置かれる。
    - 道路建設班が道路建設第一班、道路建設第二班へ改組される。
    - 河川班、砂防班が河川砂防第一班、河川砂防第二班、河川砂防第三班へ改組される。
    - 本庁土木部復興まちづくり推進室の新設に伴い、まちづくり担当が置かれる。
- 2013年（平成25年）3月 - 払川ダム事業の進捗に伴い、ダム建設班が廃止される。
- 2013年（平成25年）6月 - 払川ダムが完成。伴って払川ダム管理事務所が置かれる。[23]
- 2014年（平成26年）4月 - 三陸道用地対策班、災害復旧用地担当が廃止され、用地班が用地第一班、用地第二班、用地第三班へ改組される。[16]
- 2017年（平成29年）10月 - 新築された新気仙沼合同庁舎へ事務所が移転される。[16]
- 2018年（平成30年）4月 - 河川砂防第四班が置かれる。[16]
- 2021年（令和3年）3月 - 用地第三班、河川砂防第四班、大島架橋建設班、まちづくり担当が廃止される。[16]
- 2023年（令和5年）4月 - 経理班が廃止され、用地第一班、用地第二班が用地班へ改組される。
- 2024年（令和6年）4月 - 河川砂防第三班が廃止され、道路建設第一班、道路建設第二班が道路建設班へ改組される。[16]

## 管内市町村
- 気仙沼市
- 本吉郡
  - 南三陸町

## 所在地
- 気仙沼土木事務所 - 気仙沼市赤岩杉ノ沢47-6（宮城県気仙沼合同庁舎内）
- 気仙沼土木事務所払川ダム管理事務所 - 本吉郡南三陸町歌津字払川150-118[24]